# Нагатинская (платформа)
Нага́тинская (до 20 февраля 2020 года — Ни́жние Котлы́) — остановочный пункт Павелецкого направления Московской железной дороги, расположенный в Нагорном районе Москвы. Название получил по близлежащей станции метро «Нагатинская». Старое название было дано по бывшей деревне Нижние Котлы. Открыт в 1958 году.

## Описание
Остановочный пункт состоит из одной боковой и одной островной платформ. Они соединены между собой подземным переходом. Прошли реконструкцию в 2006 — 2007 годах, были выложены плиткой, оборудованы турникетами и полупрозрачными навесами белого цвета.
Мимо платформы проходит однопутная ветвь на Малое кольцо МЖД, одна из немногих электрифицированных.

## Наземный общественный транспорт
На этой станции можно пересесть на следующие маршруты городского пассажирского транспорта:
- Автобусы: м86, м95, е85, с806, с811, 844, с910, с951, н8
- Трамваи: 3, 16, 47, 49